# Бережовка
Бережо́вка (укр. Бережівка) — село,
Бережовский сельский совет,
Ичнянский район,
Черниговская область,
Украина.
Код КОАТУУ — 7421781201. Население по переписи 2024 года составляло 489 человека.
Является административным центром Бережовского сельского совета, в который
не входят другие населённые пункты.

## Географическое положение
Село Бережовка находится на берегу безымянной реки,
выше по течению на расстоянии в 2 км расположено село Верескуны,
ниже по течению на расстоянии в 2 км расположено село Загон.
Расстояние до районного центра:Ичня : (25 км.), до областного центра:Чернигов (126 км.), до столицы:Киев (163 км.)

## История
1600 год — дата основания села Бережовка. В 1867—1896 гг село было волостным центром Бережовской волости Прилукского уезда Полтавской губернии. Позже село Бережовка было в составе Иваницкой волости того же уезда. В селе была Рождество-Богородицкая церковь.

## Экономика
- «Береживка», частное арендное сельскохозяйственное предприятие.

## Объекты социальной сферы
- Школа.
- Детский сад.
- Клуб.
- Медпункт.